# Pilotrichum densum
Pilotrichum densum là một loài rêu trong họ Pilotrichaceae. Loài này được (Sw. ex Hedw.) Müll. Hal. mô tả khoa học đầu tiên năm 1850.